# NGC 5985
NGC 5985 је спирална галаксија у сазвежђу Змај која се налази на NGC листи објеката дубоког неба.
Деклинација објекта је + 59° 19' 55" а ректасцензија 15h 39m 37,1s. Привидна величина (магнитуда) објекта NGC 5985 износи 11,1 а фотографска магнитуда 11,9. Налази се на удаљености од 39,2000 милиона парсека од Сунца. NGC 5985 је још познат и под ознакама UGC 9969, MCG 10-22-30, CGCG 297-25, IRAS 15385+5929, PGC 55725.